# Hydnellum singeri
Hydnellum singeri är en svampart som beskrevs av Maas Geest. 1969. Hydnellum singeri ingår i släktet korktaggsvampar och familjen Bankeraceae.   Inga underarter finns listade i Catalogue of Life.